# جير روزا
جير روزا (بالإسبانية: Jair Rosa)‏ هو لاعب كرة قدم أوروغواياني في مركز الوسط، ولد في 6 نوفمبر 1975 في مونتفيدو في الأوروغواي. لعب مع ديبورتيفو آرمينيو وريفر بليت وكوبان إمبيريال.

## وصلات خارجية
- جير روزا على موقع إي إس بي إن إف سي (الإنجليزية)
- جير روزا على موقع قاعدة بيانات كرة القدم.إي يو (الإنجليزية)